# Carlo Enrico di Lorena
Carlo Enrico di Lorena-Vaudémont (Bruxelles, 17 aprile 1649 – Castello di Commercy, 14 gennaio 1723) era figlio di Carlo IV di Lorena e di Béatrice de Cusance.

## Biografia
Carlo Enrico fu il terzo figlio, unico sopravvissuto, nato dal secondo matrimonio di Carlo IV di Lorena che non aveva avuto figli dal primo matrimonio. Questo secondo matrimonio venne annullato dalla chiesa a causa del fatto che la separazione del duca dalla sua prima moglie, Nicoletta di Lorena, non venne accettata dalla Santa Sede. 
Per questo motivo, Carlo Enrico non ebbe diritto al titolo di duca ed esso andò a suo zio. Nel 1669 egli sposò la cugina Anna Elisabetta di Lorena, ed ebbe un solo figlio, Carlo Tommaso (1670-1704), principe di Vaudemont che venne ucciso in battaglia vicino Ostiglia.
In esilio come suo padre, il principe Carlo Enrico servì nell'esercito spagnolo degli Asburgo contro la Francia. Egli combatté in molte battaglie e nel 1675 fu insignito dell'ordine di cavaliere dell'Ordine del Toson d'oro. Combatté la guerra dei nove anni, nelle Fiandre, sotto il comando di  Guglielmo III d'Inghilterra.
Nel 1698 venne nominato Governatore di Milano.
Nel 1700, alla morte dell'ultimo re spagnolo degli Asburgo, Carlo II, venne insediato sul trono di Spagna Filippo duca d'Anjou nipote di Luigi XIV di Francia. Questo cambiamento dinastico provocò la guerra di successione spagnola nel corso della quale il territorio intorno a Milano fu uno dei maggiori campi di battaglia. Il principe Carlo Enrico, in un primo tempo accettò il nuovo re come suo sovrano di Lombardia, ma non ebbe fiducia in lui: Saint Simon sostenne che egli avrebbe passato delle informazioni al nemico. Sta di fatto che suo figlio Carlo fu un comandante austriaco.
Dopo la battaglia di Torino, i francesi e gli spagnoli furono costretti a lasciare l'Italia ed il principe Carlo Enrico firmò un trattato con il comandante imperiale Eugenio di Savoia, che poneva la Lombardia sotto il dominio austriaco.
Nel 1708, il nuovo duca di Lorena, Leopoldo di Lorena diede a Carlo Enrico il principato di Commercy. Egli diede incarico al famoso architetto Germain Boffrand di costruirgli il bel castello di Commercy.
Ritiratosi a vita civile morì nel 1723.

### Titoli
- Principe di Vaudémont
- Principe di Commercy dal 1708
- Conte di Bicth
- Conte di Saruuerden
- Conte di Falkenstein
- Conte di Walham
- Barone di Fenestrange
- Signore di Flobecq
- Signore di Leffines
- Signore di Ninoue
- Signore di Waure

### Cariche
- Gentiluomo della Camera di Sua Maestà
- Gentiluomo del Consiglio di Stato
- Governatore di Milano (1698 - 1706)

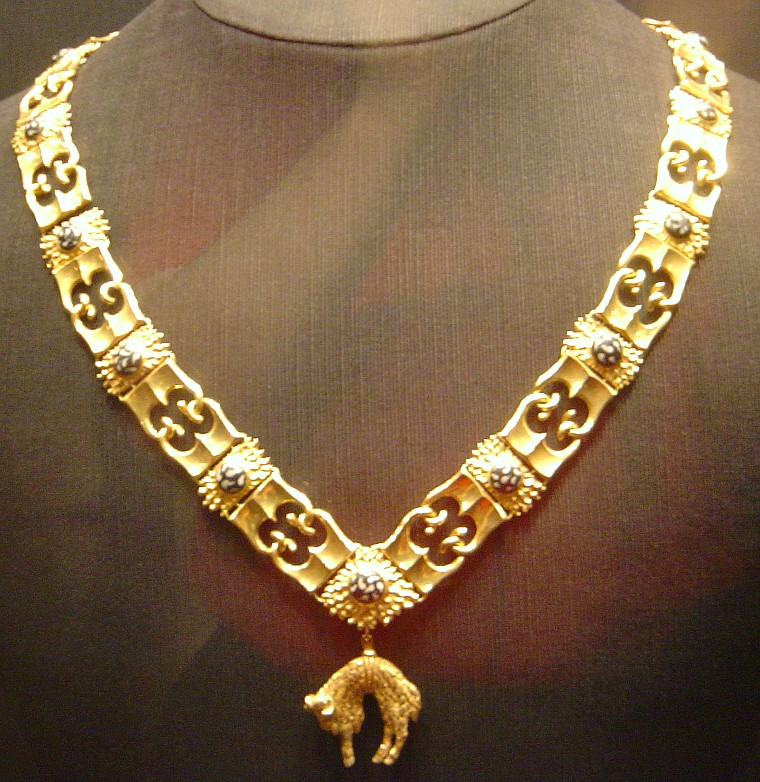
Ordine del Toson d'oro

## Ascendenza
|                                                              |                                                 |                                                       | Genitori                                    |  |  | Nonni |  |  | Bisnonni                          |  |  | Trisnonni                        |  |
|                                                              |                                                 |                                                       |                                             |  |  |       |  |  | Charles III, duca di Lorena e Bar |  |  | François I, duca di Lorena e Bar |  |
|                                                              |                                                 |                                                       |                                             |  |  |       |  |  | Charles III, duca di Lorena e Bar |  |  | François I, duca di Lorena e Bar |  |
|                                                              |                                                 | Christine af Danmark                                  |                                             |  |  |       |  |  | Charles III, duca di Lorena e Bar |  |  |                                  |  |
| François II, duca di Lorena e Bar                            |                                                 |                                                       |                                             |  |  |       |  |  | Charles III, duca di Lorena e Bar |  |  |                                  |  |
|                                                              |                                                 | Claude de France                                      | Henri II, re di Francia                     |  |  |       |  |  |                                   |  |  |                                  |  |
|                                                              |                                                 | Claude de France                                      | Henri II, re di Francia                     |  |  |       |  |  |                                   |  |  |                                  |  |
|                                                              |                                                 | Claude de France                                      | Caterina de' Medici                         |  |  |       |  |  |                                   |  |  |                                  |  |
| Charles IV, duca di Lorena e Bar                             |                                                 | Claude de France                                      |                                             |  |  |       |  |  |                                   |  |  |                                  |  |
|                                                              |                                                 | Paul, conte di Salm                                   | Johann VI, conte di Salm                    |  |  |       |  |  |                                   |  |  |                                  |  |
|                                                              |                                                 | Paul, conte di Salm                                   | Johann VI, conte di Salm                    |  |  |       |  |  |                                   |  |  |                                  |  |
|                                                              |                                                 | Paul, conte di Salm                                   | Louise de Stainville                        |  |  |       |  |  |                                   |  |  |                                  |  |
| Christine von Salm                                           |                                                 | Paul, conte di Salm                                   |                                             |  |  |       |  |  |                                   |  |  |                                  |  |
|                                                              |                                                 | Marie Le Veneur, signora di Tillières e Charrouges    | Tanneguy Le Veneur, conte di Tillières      |  |  |       |  |  |                                   |  |  |                                  |  |
|                                                              |                                                 | Marie Le Veneur, signora di Tillières e Charrouges    | Tanneguy Le Veneur, conte di Tillières      |  |  |       |  |  |                                   |  |  |                                  |  |
|                                                              |                                                 | Marie Le Veneur, signora di Tillières e Charrouges    | Marie Hélie de Pompadour                    |  |  |       |  |  |                                   |  |  |                                  |  |
| Charles-Henri de Lorraine-Vaudémont                          |                                                 | Marie Le Veneur, signora di Tillières e Charrouges    |                                             |  |  |       |  |  |                                   |  |  |                                  |  |
|                                                              | Evandelin Simon de Cusance, conte di Champlitte | Claude II de Cusance, barone di Belvoir               |                                             |  |  |       |  |  |                                   |  |  |                                  |  |
|                                                              | Evandelin Simon de Cusance, conte di Champlitte | Claude II de Cusance, barone di Belvoir               |                                             |  |  |       |  |  |                                   |  |  |                                  |  |
|                                                              | Evandelin Simon de Cusance, conte di Champlitte | Philiberte de Lugny                                   |                                             |  |  |       |  |  |                                   |  |  |                                  |  |
| Claude-François de Cusance, barone di Belvoir e Saint-Julien | Evandelin Simon de Cusance, conte di Champlitte |                                                       |                                             |  |  |       |  |  |                                   |  |  |                                  |  |
|                                                              |                                                 | Béatrice de Vergy                                     | François de Vergy, conte di Champlitte      |  |  |       |  |  |                                   |  |  |                                  |  |
|                                                              |                                                 | Béatrice de Vergy                                     | François de Vergy, conte di Champlitte      |  |  |       |  |  |                                   |  |  |                                  |  |
|                                                              |                                                 | Béatrice de Vergy                                     | Claudine de Pontailler                      |  |  |       |  |  |                                   |  |  |                                  |  |
| Béatrice de Cusance                                          |                                                 | Béatrice de Vergy                                     |                                             |  |  |       |  |  |                                   |  |  |                                  |  |
|                                                              |                                                 | Jean van Witthem, visconte di Sebourg                 | Maximilian van Witthem, visconte di Sebourg |  |  |       |  |  |                                   |  |  |                                  |  |
|                                                              |                                                 | Jean van Witthem, visconte di Sebourg                 | Maximilian van Witthem, visconte di Sebourg |  |  |       |  |  |                                   |  |  |                                  |  |
|                                                              |                                                 | Jean van Witthem, visconte di Sebourg                 | Gillette van Halewyn, signora di Boesinghe  |  |  |       |  |  |                                   |  |  |                                  |  |
| Ernestine van Witthem, contessa di Walhain                   |                                                 | Jean van Witthem, visconte di Sebourg                 |                                             |  |  |       |  |  |                                   |  |  |                                  |  |
|                                                              |                                                 | Maria Margareta de Merode, marchesa di Bergen-op-Zoom | Jean IX de Merode, signore di Petershem     |  |  |       |  |  |                                   |  |  |                                  |  |
|                                                              |                                                 | Maria Margareta de Merode, marchesa di Bergen-op-Zoom | Jean IX de Merode, signore di Petershem     |  |  |       |  |  |                                   |  |  |                                  |  |
|                                                              |                                                 | Maria Margareta de Merode, marchesa di Bergen-op-Zoom | Mencia de Berghes                           |  |  |       |  |  |                                   |  |  |                                  |  |
|                                                              |                                                 | Maria Margareta de Merode, marchesa di Bergen-op-Zoom |                                             |  |  |       |  |  |                                   |  |  |                                  |  |

## Stemma
| Image | Stemma                                       |
| ----- | -------------------------------------------- |
| \| \| | Carlo Enrico di Lorena Principe di Vaudemont |
|       |                                              |